# Ростовский государственный строительный университет
Ростовский государственный строительный университет — ведущий специализированный вуз в Южном федеральном округе, обеспечивавший подготовку специалистов для строительной отрасли по широкому спектру специальностей и групп направлений подготовки дипломированных специалистов, существовавший в 1943—2015 годах.
Вуз основан 16 декабря 1943 года (Приказ № 798 (недоступная ссылка)) как Ростовский инженерно-строительный институт (РИСИ). В 1997 году РИСИ получил статус Ростовского государственного строительного университета. 15 апреля 2016 года вместе с ДГТУ образовал опорный вуз.

## История
Первый камень Елизаветинского редута крепости Св. Дмитрия Ростовского был заложен в сентябре 1761 года на месте нынешнего комплекса вуза. Как образовательное учреждение берёт начало в стенах построенного ещё в 1900 году в Ростове-на-Дону здания коммерческого училища, реорганизованного в 1918 году в Донской коммерческий институт. Вуз основан 7 февраля 1944 года как Ростовский инженерно-строительный институт (РИСИ), хотя приказ об основании вуза был издан 16 декабря 1943 года.
В 1988 году на базе архитектурного факультета РИСИ приказом Министра высшего образования РСФСР был организован Ростовский государственный архитектурный институт (в дальнейшем — Ростовская государственная академия архитектуры и искусства), ныне в составе ЮФУ (с 2006 года).
Решением коллегии и приказом Министерства науки, высшей школы и технической политики Российской Федерации институту 15 октября 1992 года предоставлен статус академии, и он переименован в Ростовскую-на-Дону государственную академию строительства (РГАС). На основании приказа Министерства общего и профессионального образования Российской Федерации от 30 января 1997 года с 7 февраля 1997 года Ростовская-на-Дону государственная академия строительства преобразована в Ростовский государственный строительный университет (РГСУ). 
Более 65 % сотрудников вуза имеют учёные степени и звания. В вузе работает 6 советников Российской академии архитектуры и строительных наук, 10 заслуженных деятелей науки РФ, 72 профессора и доктора наук. В вузе открыто 2 диссертационных совета, в которых ежегодно защищается не менее 3 докторских и 30 кандидатских диссертаций.
Реорганизован 30 декабря 2015 года в форме присоединения к ДГТУ как Академия строительства и архитектуры Донского государственного технического университета.

## Ректоры
- Всеволод Петрович Ананьев — 1965—1987